# Salamandre (entreprise)
 (octobre 2021).
L'article doit être relu — et modifié si nécessaire — par des contributeurs indépendants pour apporter un regard critique aux contributions effectuées en violation des conditions d'utilisation de Wikipédia, tant sur la forme (notamment concernant le style encyclopédique, la proportionnalité) que sur le fond (la neutralité de point de vue, la qualité et l'indépendance des sources).
Salamandre est une société française de renseignement et de conseil en stratégie.

## Histoire
Salamandre est fondée en décembre 1996, par Pierre Sellier. Il est rejoint un peu plus tard par deux économistes allemands : un ancien élève de l'École polytechnique titulaire d'un PhD de la London School of Economics, et un ancien « Chief Economist » de Rexecode .

### Activités
Salamandre est une société de conseil en stratégie, un cabinet privé dit d'« intelligence économique »,.
Salamandre compte parmi ses clients des groupes de défense et de sécurité comme EADS, Safran (dont Sagem et Morpho), le Groupe Industriel Marcel Dassault (GIMD), Areva, des entreprises allemandes telles que OHB-System (Satellites), Giesecke & Devrient (cartes à cryptoprocesseurs), Bundesdruckerei (Imprimerie fédérale de Berlin) ainsi que plusieurs sociétés françaises de haute technologie.
Pour Frédéric Charpier, Salamandre « appartient au petit groupe des cabinets français spécialisés dans l'influence […] qui agit en appui du complexe militaro-industriel sous drapeau du « patriotisme économique » ». Salamandre intervient dans des dossiers dits « sensibles ».
Salamandre indique sur son site qu'elle intervient dans les domaines de la stratégie et des opérations tactiques en Europe et à l'international.

### Conseil de supervision
Salamandre a constitué en 1998 un conseil de supervision rassemblant des spécialistes du contre-espionnage, du renseignement et du complexe nucléaire. Le Général François Mermet, ancien patron de la Direction Générale de la Sécurité Extérieure (DGSE) entre 1987 et 1989 et ancien directeur du Centre d'Expérimentations Nucléaires (CEN), est le premier à en faire partie. Il est rejoint par d'autres membres du complexe nucléaire comme Roger Baléras, ancien Directeur des Applications Militaires du Commissariat à l'énergie atomique (CEA) et Jean-François Briand, ancien directeur de la Division Nucléaire puis Directeur International du Groupe Thomson-CSF.
Plus tard, en 2004, le conseil de supervision est renforcé par l'arrivée de Raymond Kendall, secrétaire général honoraire d'Interpol et membre du conseil de surveillance de l'Office Européen de Lutte Anti-Fraude (OLAF), et de Michel Lacarrière, ancien Directeur du Renseignement de la Direction Générale de la Sécurité Extérieure (DGSE) entre 1989 et 2000 et ancien directeur de cabinet de la Direction de la surveillance du territoire (DST).

### Interventions en milieu gouvernemental
Le créneau de Salamandre réside principalement dans la défense des intérêts français en matière de sécurité nationale et de techniques de pointe. Selon Le Canard enchaîné, son fondateur se vante d'agir au nom des intérêts supérieurs du pays, mais profite en fait des conflits d'état-major pour proposer ses services aux plus offrants. Le cabinet Salamandre a joué un rôle déterminant dans la bataille qui a secoué le groupe Safran et abouti à la victoire, en juillet 2007, de son poulain Jean-Paul Herteman, ancien dirigeant de SNECMA appuyé par les anciens de Sagem. Le cabinet Salamandre a également été à l'origine de l'affaire Gemplus, s'efforçant de contenir l'offensive de TPG (Texas Pacific Group) et de son PDG David Bonderman en contribuant à créer une alternative française en matière d'infrastructure cryptographique de confiance face à Verisign, soutenu par la NSA. Salamandre est également intervenue sur les aspects stratégiques de dossiers comme Atos Origin ou encore ArcelorMittal.
Salamandre intervient essentiellement en milieu gouvernemental. En 2009, selon Challenges, le gouvernement aurait demandé aux entreprises à capitaux publics (Safran, Areva, EADS) de mettre un terme à leur contrat avec Salamandre et aux services secrets de cesser tout contact avec le fondateur de la société.
Pour Mediapart, la société a évolué par exemple dans l'entourage proche du Président de la République Nicolas Sarkozy, ce qui est toutefois contredit par Airy Routier avec qui Salamandre est en conflit en 2009[réf. nécessaire] , lui-même contredit par plusieurs autres sources,,.
En janvier 2020, selon Libération, « Salamandre tournoie autour du pouvoir en place, quelle que soit sa couleur politique ». La société est ainsi successivement réputée proche des milieux Joxe, de Michel Rocard, de la droite française.

### Proximité supposée avec la DGSE
La prédominance au conseil de supervision de Salamandre des profils issus du contre-espionnage et renseignement, notamment de la Direction Générale de la Sécurité Extérieure (DGSE) et de la Direction de la Surveillance du Territoire (DST), a été soulignée par plusieurs observateurs : ainsi, pour Pierre Péan, Salamandre est une société pionnière du renseignement privé en France, dont le conseil d'administration a vu passer plusieurs anciens membres de la DGSE. Parmi les personnes d'abord passées dans des services de contre-espionnage et de renseignement puis venues au conseil d'administration de Salamandre, les deux noms les plus connnus sont le général François Mermet et Michel Lacarrière.
Pour Sophie Coignard, Salamandre est « une entreprise de conseil en stratégie considérée comme proche de la DGSE ».

## Évolutions du management
Pierre Sellier a dirigé Salamandre jusqu'en mars 2010, selon Edwy Plenel.
La  marque européenne Salamandre est déposée en 1998 par Pierre Sellier.
En 2012, selon Frédéric Charpier, la société n’employait pas plus de cinq collaborateurs autour de sept associés,. Salamandre s'appuie sur un réseau de consultants et consultantes indépendants à Londres, Singapour et Tel Aviv.
Son conseil de supervision était composé en 2013 de Jean-François Mattéi, de Raymond Kendall et de Jacques Lanxade.
En 2016, le site Intelligence on line informe que « Pierre Sellier refonde Salamandre ».